# Герда Штайнер и Йорг Ленцлингер
Герда Штайнер и Йорг Ленцлингер (Gerda Steiner & Jörg Lenzlinger ) — дуэт швейцарских художников, которые начали сотрудничать в 1997. Их совместное творчество посвящено вопросам создания и воспроизводства, исследованию реакции между различными видами материи. В своих экстравагантных, полных фантазий и аллегорий инсталляциях, которые создаются для конкретных площадок, художники используют чучела животных и насекомых, моторное масло, деревья и растения, химические вещества.
Герда Штайнер и Йорг Ленцлингер выставлялись по всей Европе, в Бразилии, Японии, представляли Швейцарию в 2003 на Венецианской биеннале с инсталляцией «Falling Garden».
В «Falling Garden» (2003) в церкви Сан Стае в Венеции художники создали сад для оленей, которые по легенде появились в результате чуда. Посетители ложились на кровать, помещенную над могилой дожей в церкви и смотрели на сад. Разноцветный массив элементов (пластиковые ягоды из Индии, семена баобабов из Австралии, искусственные цветы), свисающий с потолка, танцевал в воздухе. На полу росли яркие кристаллы мочевины.
Инсталляция «Brainforest» (2004), созданная в Музее современного искусства 21-го века в Канадзаве, Япония, представляла собой дальнейшее развитие идей «Falling Garden». Художники сравнили человеческий мозг с его сложными связями и запутанными нейронами с тропическим лесом. Бумажные цветы и птицы из лепестков, позолоченные ветви, цветные кабели электроприборов и компьютеров свисали с потолка. Посетители будто бы смотрели на свои собственные мозги, вывернутые наизнанку.
Ранние работы Герды Штайнер представляли собой настенные росписи, напоминающие психоделические узоры 1960-х, Йорг Ленцлингер трансформировал индустриальные материалы в ярко окрашенные и похожие на сталактиты образования.
В 2009 инсталляция Герды Штайнер и Йорга Ленцлингера была включена в основной проект «Против исключения» Московской биеннале современного искусства.